# Goreville, Illinois
Goreville là một làng thuộc quận Johnson, tiểu bang Illinois, Hoa Kỳ. Năm 2010, dân số của làng này là 1049 người.

## Dân số
Dân số qua các năm:
- Năm 2000: 938 người.
- Năm 2010: 1049 người.